# فرانک لاک
فرانک لاک (انگلیسی: Frank Lock; ۱۲ مارس ۱۹۲۲ – ۱۷ مارس ۱۹۸۵) بازیکن فوتبال اهل بریتانیا بود.
از باشگاه‌هایی که در آن بازی کرده‌است می‌توان به باشگاه فوتبال چارلتون اتلتیک، باشگاه فوتبال کمبریج یونایتد، باشگاه فوتبال وینگیت و فینشلی، باشگاه فوتبال لیورپول، و باشگاه فوتبال واتفورد اشاره کرد.